# 홍혜경
홍혜경(洪惠卿, 1959년 7월 4일 ~ )은 대한민국의 소프라노 성악가이다. 리릭 레제로 소프라노로 경력을 시작해 현재는 리릭-리릭 스핀토 소프라노까지를 아우르는 영역을 개척하였으며, 조수미와 신영옥과 더불어 대한민국의 3대 소프라노로 손꼽힌다.

## 생애
1957년에 서울특별시에서 태어났다. 1984년 메트로폴리탄에서 오페라 티토왕의 자비의 세르빌리아로 데뷔하여 2004년 메트로폴리탄 데뷔 20주년을 맞았다.
줄리아드 학교를 졸업하고 1982년 메트로폴리탄 콩쿠르 우승, 1983년 미국을 대표하는 4인의 젊은 성악가 선정, 1986년 워싱턴 오페라 가이드 선정 올해의 예술가상 수상, 2007년 노만빈센트필어워드를 수상하였다.
지금은 대한민국에서 신영옥, 조수미와 더불어 한국의 3대 소프라노로 자리잡고 있다.
데뷔 초 수브레토와 레제로, 경력 중반에는 리릭 레제로, 현재는 리릭과 스핀토까지를 아우르는 전형적인 리릭 소프라노로 변화했다.

## 음반
- 1998년《홍혜경 오페라 아리아》
- 1999년《홍혜경/한국 가곡집》
- 1999년《벨리니 : 카퓰렛가와 몬테규가》
- 2000년《Bellezza VocaleBeautiful Opera Duets》
- 2000년《James LevineAida》
- 2003년《홍혜경 한국 가곡집(Korean Songs)》
- 2004년《Bellezza Vocale》
- 2005년《오르프 : 카르미나 부라나》
- 2006년《나의 기도를 들으소서》
- 2009년《오페라의 이중주》

## 수상
- 1982년 메트로폴리탄 콩쿠르 우승
- 1983년 미국을 대표하는 4인의 젊은 성악가 선정
- 1986년 워싱턴 오페라 가이드 선정 올해의 예술가상 수상
- 2007년 노만빈센트필어워드 수상
- 2011년 제4회 대한민국오페라대상 이인선상
- 2014년 호암상 - 예술상